# The Unit (住宅)

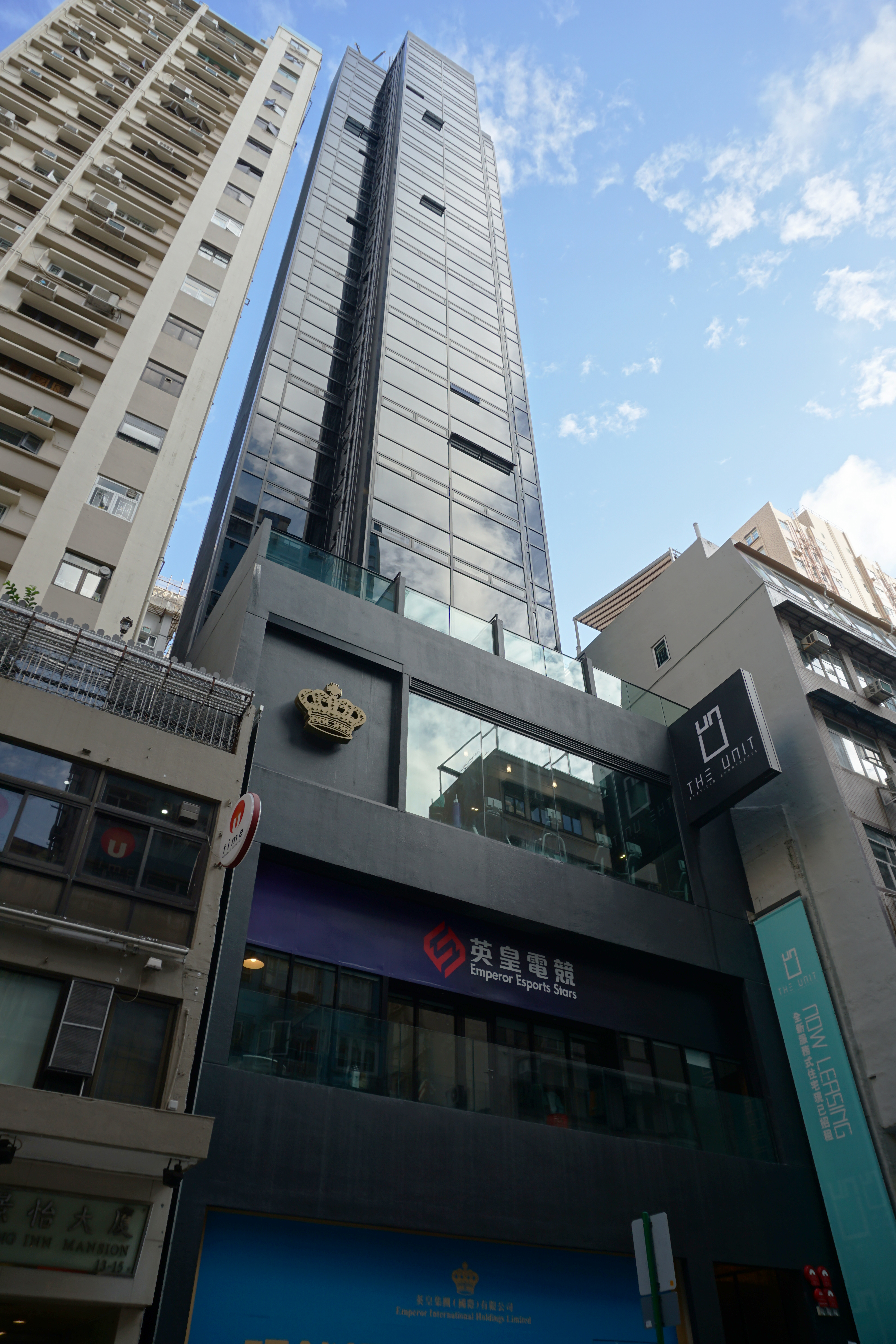
The Unit

英皇酒店集團旗下「The Unit」服務式住宅共涵蓋3個項目，分別有銅鑼灣The Unit Morrison Hill（香港銅鑼灣摩理臣山道46-48號）; 跑馬地The Unit Happy Valley（香港跑馬地奕蔭街17號）及堅尼地城The Unit Davis（香港堅尼地城爹核士街22號），提供開放式、一房及兩房單位，共約143間客房。

## The Unit Happy Valley
The Unit Happy Valley是座落於香港跑馬地奕蔭街17至19號的單幢式住宅大廈，樓高20層，是由英皇集團（國際）開發的房地產項目。
2014年，英皇集團（國際）購入The Unit所在地皮用作重建。2016年，屋宇署批出The Unit的施工同意書，單位實用樓面面積低至61平方呎，因而引起市場關注。
2018年，The Unit開始招租，其中最細房型的實用面積只有91平方呎，月租由9,660元起。英皇集團表示全部單位已經租出。

## The Unit Davis
The Unit Davis位於堅尼地城爹核士街22號，於2022年8月推出市場並開始招租。
2024年11月，英皇娛樂酒店公司以2.75億港元向春天投資置業出售西環爹核士街24至26A號The Unit Davis。

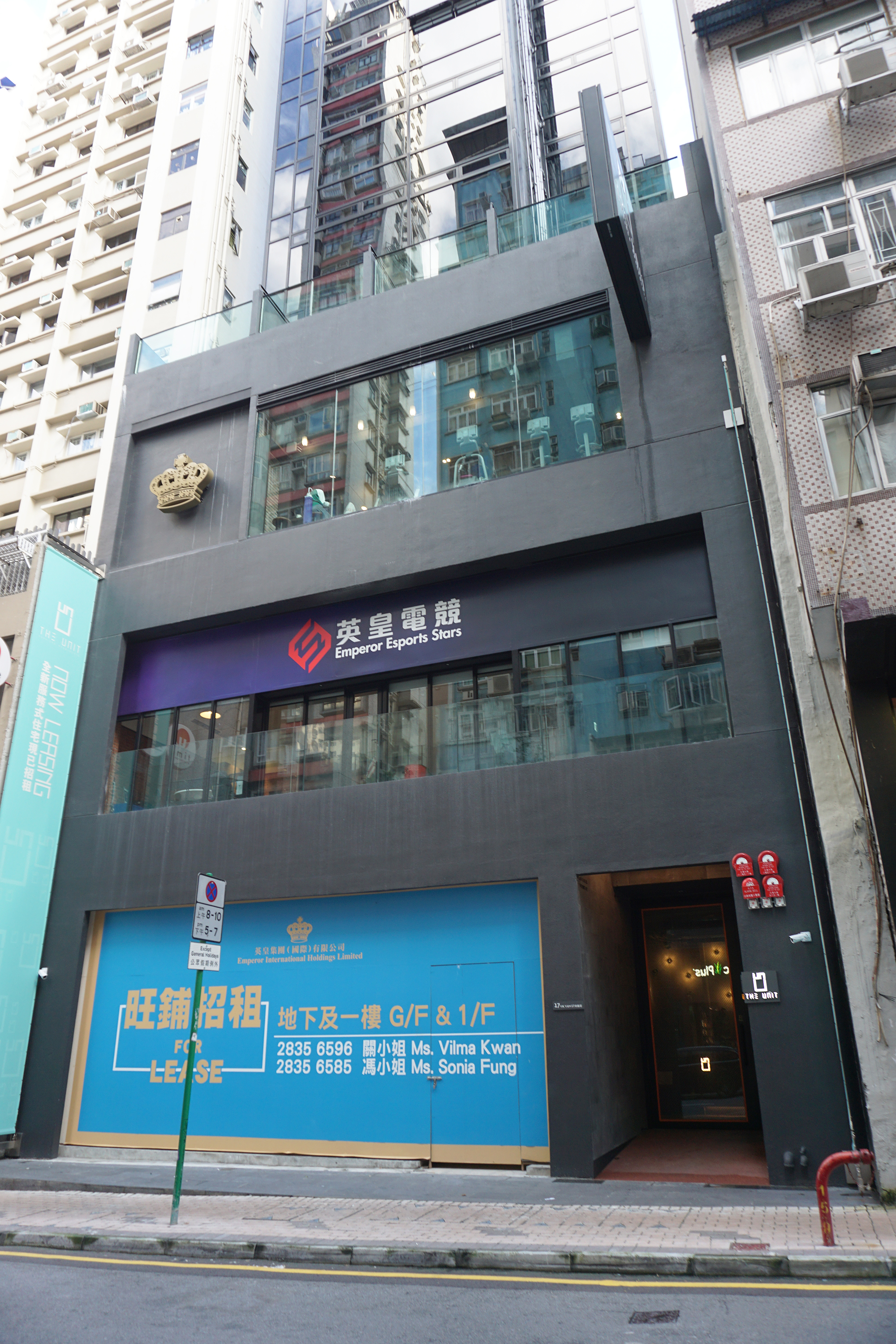
大廈入口

## 外部連結
- The Unit網站 （页面存档备份，存于）